# Kaspar Brusch

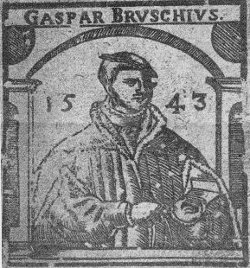
Caspar Bruschius

Kaspar Brusch auch: Beisser, latinisiert Gaspar Bruschius (* 19. August 1518 in Schlaggenwald; † 20. November 1557 zwischen Rothenburg und Windsheim) war ein deutscher Humanist, kaiserlicher Hofpfalzgraf und mit der Dichterkrone gekrönter Poet und Geschichtsforscher.

## Leben

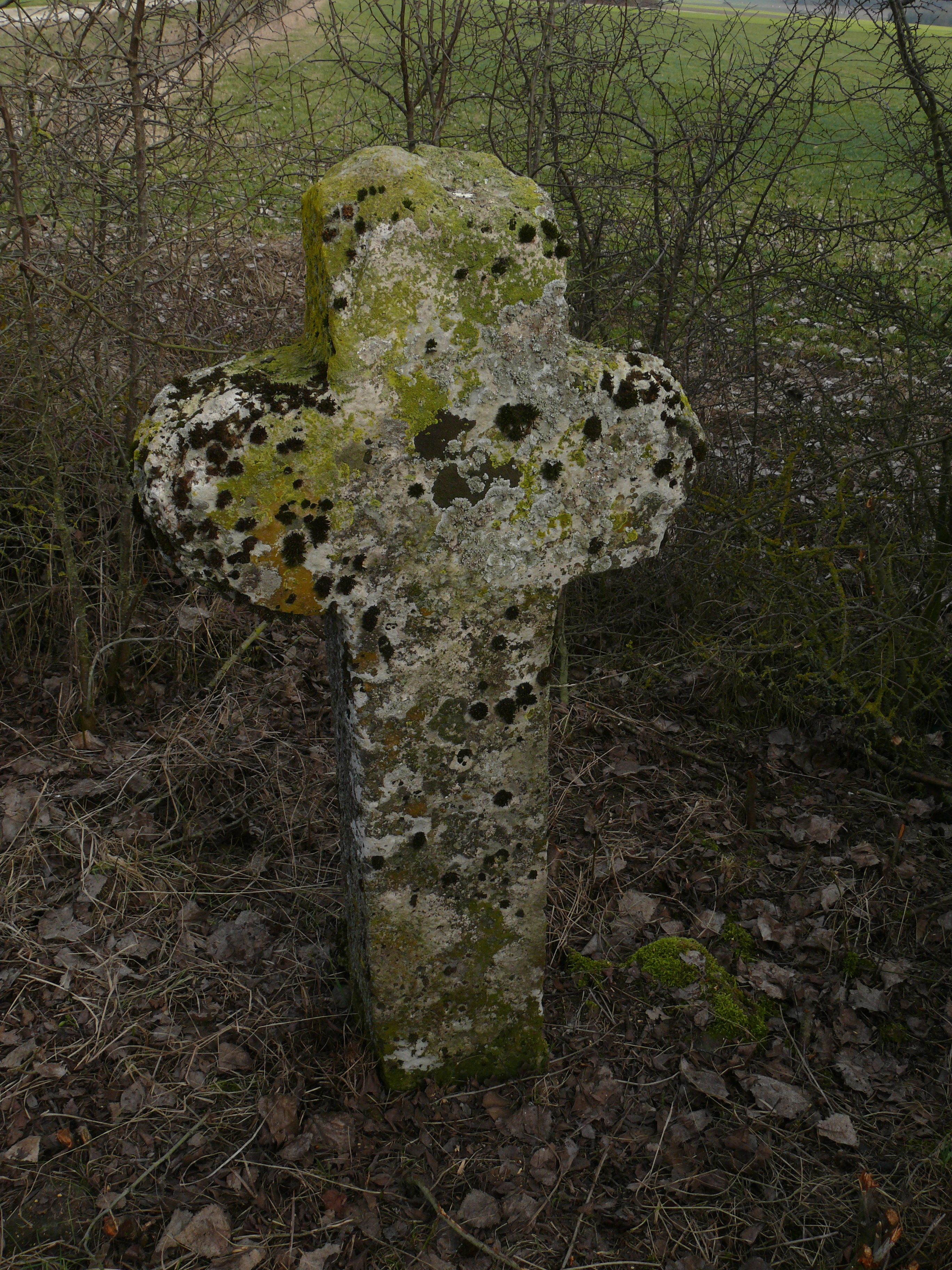
Steinkreuz zum Gedenken an die Ermordung des Caspar Bruschius

Brusch war der Sohn des Schuhmachers, Buchhändlers und Textil- und Lederwarenhändlers Hans Bruschen (* um 1488 in Eger; † 1568 in Pettendorf in der Oberpfalz) und dessen früh verstorbener erster Ehefrau Barbara Kurtzel, verwitwete Törffler. Er verbrachte ab seinem ersten Lebensjahr seine Kindheit bei den Verwandten Peisser (Beisser), genannt Brusch(en), in der Stadt Eger in Westböhmen, besuchte die dortige Lateinschule und wechselte später auf die evangelische Lateinschule in Hof. Er studierte 1536 kurze Zeit an der Universität Tübingen und heiratete in diesem Jahr in Ulm an der Donau Kunigunde Stumpf († nach 1558 in Pettendorf). Das Ehepaar Bruschius wohnte in Ulm bei der Witwe des evangelischen Theologen und Reformator der Stadt Ulm, Konrad Sam, und hatte vermutlich einen Sohn.
Im Jahr 1541 wurde Kaspar Bruschius durch Kaiser Karl V. von Habsburg am Reichstag in Regensburg mit der Dichterkrone gekrönt und er erhielt einen Wappenbrief mit der Bestätigung des ererbten Wappens. 1542 setzte er das Studium an der Universität Wittenberg bei Philipp Melanchthon fort und wurde zum kaiserlichen Hofpfalzgraf und Notar mit weitreichenden Befugnissen ernannt. Zwischen 1546 und 1547 besetzte er das Rectorat an der Latein-Schule in Lindau. 1550 während des Reichstags in Augsburg krönte Kaspar Bruschius als Hofpfalzgraf den jungen David Peifer (* 1530; † 1602), den späteren kursächsischen Kanzler, mit der Dichterkrone.
Ähnlich wie Conrad Celtis begab sich Bruschius zu Studienreisen in Kloster- und Stadtarchive. Seine Forschungsergebnisse brachte er in zahlreichen Büchern, etwa 80 an der Zahl, Aufsätzen und Flugschriften zum Druck, wurde dafür bereits zu seinen Lebzeiten bewundert, aber auch geschmäht und verächtlich gemacht, je nach der politisch-religiösen Einstellung des Betrachters seines Wirkens. Er ist der Verfasser der ersten Kirchen- und Klostergeschichte in Deutschland. Seine Kontakte zu Vertretern der römisch-katholischen Kirche, welche seine Forschungen und deren Druck als Sponsoren förderten und denen er mit Widmungen und Gedichten dankte, brachten ihm den unbegründeten Vorwurf der Charakterlosigkeit ein. Dies galt 1552/53 besonders für seine Verbindungen zu dem Fürstbischof der Diözese Passau, Wolfgang von Salm. 1553 veröffentlichte er ein Verzeichnis seiner eigenen Schriften.
Im Jahr 1555 übernahm er in Pettendorf in der Oberpfalz die evangelisch-lutherische Pfarrei als Pfarrherr. Seine Frau Kunigunde Brusch, geborene Stumpf, und sein Vater Hans Brusch lebten bei ihm im dortigen Pfarrhaus.
Eine kurzzeitige Forschungsreise zum Archiv der Stadt Rothenburg ob der Tauber führte ihn bei der Rückreise in einen Hinterhalt. Er wurde in der Nähe von Hartershofen im damaligen Walde Schlingenbach vom Pferd geschossen, liegen gelassen, nicht beraubt, aber die schriftlichen Aufzeichnungen waren verschwunden. Es besteht die Vermutung, dass er unrechtmäßige Besitzansprüche aufdeckte und dies mit dem Leben bezahlen musste. Er wurde in Steinach an der Ens in der dortigen Pfarrkirche zu Grabe gelegt. Am Ort seines Todes hat sich ein Steinkreuz über die Jahrhunderte erhalten.
Seine historisch-geographischen Landschaftsbeschreibungen, unter anderem über das Fichtelgebirge (Ulm 1539), Reisen in Bayern (Basel 1553) und seine Stadtbilder, u. a. über Linz, Regensburg, Eger (Cheb), Schlaggenwald und Wunsiedel sind Quellen der Landschaftskunde und finden bei Stadtjubiläen und stadtgeschichtlichen Publikationen Beachtung.
Kaspar Brusch(ius) war der Vetter des Egerer Buchhändlers Balthasar Brusch und Urgroßonkel des Syndicus der Stadt Eger, Johann Brusch von Neiberg.

## Werke (Auswahl)
- Magnum opus de omnibus Germaniae episcopatibus. Montanus, Nürnberg 1549 (hab.de)., Google
- Monasteriorum Germaniae praecipuorum ac maxime illustrium centuria prima, Ingolstadt 1551 Google Books, 1682 erneut aufgelegt als Chronologia monasteriorum Germaniae praecipuorum (Digitalisat, Supplementum)
- Odoiporikon Gasparis Brvschii Pfreymbdense topographijs, historijs [et] antiquitatibus refertum; elegiaco carmine scriptum [et] integra uersuum Chiliade absolutum. Hans Kohl, Regensburg 1554 (uni-goettingen.de – VD16 B 8766).
- Caspari Bruschii Redivivi Gründliche Beschreibung Des Fichtel-Berges, Aus welchem vier Schiff-reiche Wasser, der Meyn, die Eger, die Nab, und Saal entspringen. Georg Scheurer, Nürnberg 1683, urn:nbn:de:bvb:12-bsb10006250-6 (digitale-sammlungen.de – VD17 12:113648V).